# Eckernförde
Eckernförde (en alemán: Eckernförde; pronunciado /ɛkɐnˈføːɐ̯də/) es una ciudad y municipio situado en el distrito de Rendsburg-Eckernförde, en el estado federado de Schleswig-Holstein (Alemania), con una población de unos 21 573 habitantes a finales de 2021. Ciudad portuaria en el mar Báltico originalmente parte del Ducado de Schleswig, se encuentra ubicada en el área centro-este del estado, cerca de las ciudades independientes de Schleswig y Kiel, de la costa del canal de Kiel.

## Historia
La primera mención del lugar se da en 1197. La ciudad es nombrada en el Libro del censo del rey Valdemar con el nombre danés Ykœrnœburgh. Ya en 1288 sus habitantes eran llamados ciudadanos, pero solo se le menciona como ciudad en 1302. La ciudad fue conquistada a las tropas del Sacro Imperio Romano Germánico  por Cristián IV de Dinamarca en 1628. El 5 de abril de 1849 durante la primera guerra de Schleswig, la fragata Gefión y el navío de línea Christian VIII intentaron desembarcar en Eckernförde, siendo cañoneados desde la orilla. El Christian VIII explotó, mientras que el Gefión se rindió y fue capturado. El 13 de noviembre de 1872, toda la ciudad quedó inundada, quedando 78 casas destruidas, 138 dañadas y 112 familias sin hogar.

## Economía
A principios del siglo xx en la ciudad destacaba el puerto, la pesca, el comercio de productos agrícolas, la explotación de sal y la producción de hierro. En la ciudad se ubica la sede central de la empresa SIG Sauer.

## Transporte
El Aeropuerto de Hamburgo es el aeropuerto internacional más cercano. Eckernförde tiene dos puntos de alquiler de bicicletas, uno cerca de la playa y otro en la zona peatonal. Hay una parada de taxis en la estación de autobuses. La principal estación de autobuses de la ciudad, está conectada directamente con la estación de trenes. La empresa operadora de la red ferroviaria es Deutsche Bahn. El ferrocarril Kiel-Flensburg atraviesa la ciudad y los trenes paran en la estación de Eckernförde; situada al oeste del centro de la ciudad. Eckernförde tiene 4 rutas de autobús para conexiones urbanas operadas por autobuses de un piso.  Para el transporte se aplica la tarifa estatal Schleswig-Holstein. La ciudad no tiene tranvía, ni trolebús.

## Ciudades hermanas
La ciudad se hermano en 1958 con el Municipio de Hässleholm (Suecia), en 1963 con la ciudad de Tanga (Tanzania), y en 1990 con Bützow (Alemania).